# کتابخانه عمومی بریرکلیف
کتابخانه عمومی بریرکلیف (انگلیسی: Briarcliff Manor Public Library) در دهکده بریرکلیف واقع در نیویورک می‌باشد. کتابخانه در سال ۱۹۱۴ میلادی تأسیس شده‌است. تعداد کتاب‌های این مجموعه ۳۰٬۷۰۰ جلد می‌باشد.